# Kostel svatého Jošta (Dolní Pertoltice)
Kostel svatého Jošta je sakrální stavba v Pertolticích, obci ve Frýdlantském výběžku na severu Libereckého kraje České republiky. Stavba je od 1. srpna 2001 i s okolním hřbitovem prohlášena za kulturní památku České republiky.

## Popis
Objekt se nachází na vyvýšenině v severních partiích obce. Založen byl ve středověku, nicméně prošel barokními úpravami a rozšířením v 18. století.
Stavba je jednolodní a má obdélníkový půdorys. Navazuje na ni čtvercové kněžiště, k němuž ještě po severní straně přiléhá sakristie o obdélníkovém půdorysu. Na jižní straně se k hlavním lodi přimyká čtvercová předsíň. Na západní straně kostela stojí čtyřpatrová hranolová věž zakončená hlavicí ve tvaru jehlanu. Ve věži se nacházejí obdélníková okna a obdélníkové portály. V nejvyšších částech jsou obdélníková okna s polokruhovým záklenkem. Boční fasáda je členěna lizénovými rámci. V nárožích se navíc nacházejí pilastry a okna jsou osazená v rámech se segmentovými záklenky. Na jižní straně se nacházející předsíň má jednoduchý vchod zakončený trojúhelníkovým štítem s nikou. Nad presbytářem je strop sklenut plackou. V lodi se nachází plochý strop, obsahující vysoké fabiony a lunety nad okny. Prostor pod věží a sakristie jsou zakončeny valenou klenbou s lunetami. V presbytáři a v lodi se na stropech vyskytují barokní štuková zdobená pole. Na západě lodi se nachází zděná kruchta osazená na třech pilířových arkádách. Podklenutá je třemi poli křížové klenby, jež jsou navzájem odděleny valenými pásy. Po celé délce hlavní lodi jsou po stranách osazeny tribuny, umístěné na vyřezávaných sloupcích.
V interiéru kostela se nachází novodobý hlavní oltář, na němž je umístěn původní obraz svatého Jošta. Autorem malby je údajně Carlo Maratti. Kazatelna je z doby barokní a je doplněna točitými sloupky. Ze stejné doby pochází též dvě jednoduché zpovědnice. Z pozdější doby, klasicismu, je v kostele křtitelnice se skulpturou Křtu Páně, jejímž autorem je pravděpodobně Anton Suske.

### Varhany
Roku 1905 postavila varhanářská firma Rieger pneumatické varhany, svůj nástroj číslo 1143.

#### Dispozice varhan
Nástroj má následující dispozici:
| Manuál:      |     |
| Bourdon      | 16' |
| Principal    | 8'  |
| Gedeckt      | 8'  |
| Salicional   | 8'  |
| Oktave       | 4'  |
| Dolce        | 4'  |
| Rauschquinte | 2×  |
| Octavkoppel  |     |

| Pedál:      |     |
| Subbass     | 16' |
| Octavbass   | 8'  |
| Pedalkoppel |     |

## Okolí
Kolem kostela se nachází hřbitov, který je v severních částech rozšířen. Vstupuje se do něj barokní bránou, která má obdélníkový půdorys a polokruhově ukončený vstup se stříškovou římsou.